# جاكلين فرانك ديلوكا
جاكلين فرانك ديلوكا (بالإنجليزية: Jacqueline Frank DeLuca)‏ هي لاعبة كرة الماء أمريكية، ولدت في 1 مايو 1980 في هيرموسا بيتش في الولايات المتحدة.

## وصلات خارجية
- جاكلين فرانك ديلوكا على موقع الاتحاد الدولي للسباحة (الإنجليزية)
- جاكلين فرانك ديلوكا على موقع اللجنة الأولمبية الدولية (الإنجليزية)
- جاكلين فرانك ديلوكا على موقع أوليمبيديا (الإنجليزية)
- جاكلين فرانك ديلوكا على موقع اللجنة الأولمبية والبارالمبية الأمريكية (الإنجليزية)